# Тешевлянский сельсовет
Тешевлянский сельсовет (бел. Цешаўля́нскі сельсавет) — упразднённая административная единица на территории Барановичского района Брестской области Белоруссии.

## История
24 августа 2013 года Тешевлянский сельсовет упразднён, населённые пункты включены в состав Новомышского сельсовета.

## Состав
В состав сельсовета входили 1 посёлок и 8 деревень:
| Населённый пункт     | СОАТО         | Координаты                      |
| -------------------- | ------------- | ------------------------------- |
| деревня Белолесье    | 1 204 894 006 | 53°12′04″ с. ш. 25°51′03″ в. д. |
| деревня Заболотье    | 1 204 894 011 | 53°10′58″ с. ш. 25°50′33″ в. д. |
| деревня Лебежаны     | 1 204 894 016 | 53°10′54″ с. ш. 25°52′07″ в. д. |
| деревня Люшнево      | 1 204 894 021 | 53°14′11″ с. ш. 25°42′14″ в. д. |
| посёлок Первомайский | 1 204 894 026 | 53°14′02″ с. ш. 25°50′20″ в. д. |
| деревня Старая Мышь  | 1 204 894 031 | 53°11′46″ с. ш. 25°53′40″ в. д. |
| деревня Тешевле      | 1 204 894 036 | 53°13′43″ с. ш. 25°49′06″ в. д. |
| деревня Тюхневичи    | 1 204 894 041 | 53°15′20″ с. ш. 25°48′22″ в. д. |
| деревня Шпаковцы     | 1 204 894 046 | 53°14′25″ с. ш. 25°49′33″ в. д. |